# Luk thung
Luk Thung (en tailandés: ลูกทุ่ง "los niños de los campos") se refiere a la forma más popular de un estilo de música se encuentra en Tailandia. El término es la abreviatura de pleng luk thung (en tailandés: "เพลงลูกทุ่ง")
La forma desarrollada en la primera mitad del siglo XX, aunque el thung luk término fue utilizado por primera vez en la década de 1960. Ponsri Woranut y Suraphol Sombatcharoen fueron del género grandes estrellas en primer lugar, la incorporación de influencias de América Latina, Japón, Corea del Sur, República Popular China, Taiwán, Indonesia, Malasia y, sobre todo, bandas sonoras de cine de Estados y la música country (incluyendo canto tirolés). Muchos de los más populares luk thung estrellas han venido de la ciudad central de Suphanburi, incluyendo megaestrella Pumpuang Duangjan, que lo adaptaron a 1980s string (pop tailandés) la música, haciendo una forma de danza-listos llamada thung luk electrónica. Cuando Pompuang murió en 1992, muchos observadores consideraron que thung luk moriría con ella. Sobrevivió, sin embargo, y con la llegada de los primeros todos los luk thung estación de radio en 1997 pronto vio un renacimiento importante.
- Datos: Q665286